# Grace Cunard

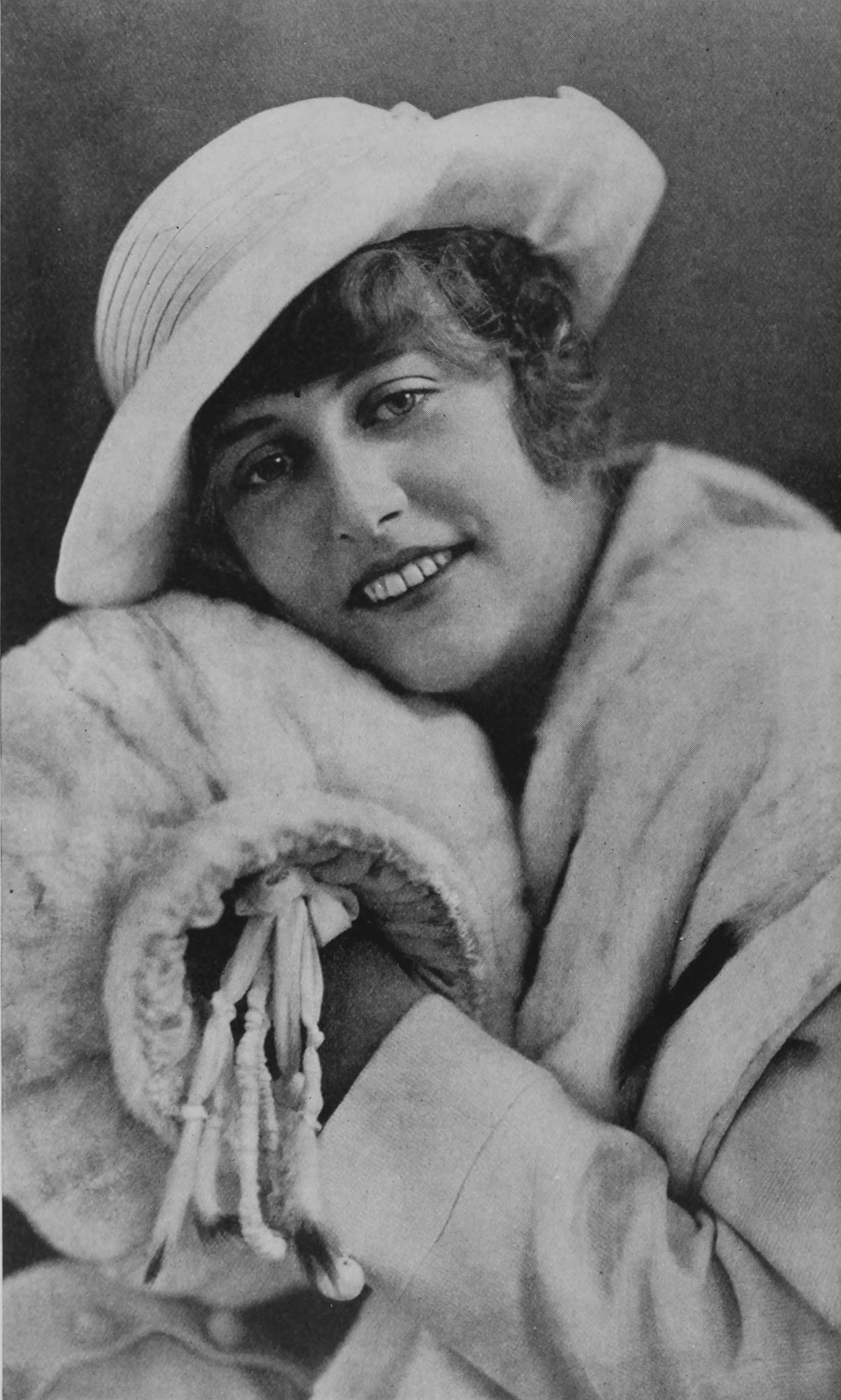
Grace Cunard (1916)

Grace Cunard, gebürtig Harriet Mildred Jeffries, (8. April 1893 in Columbus, Ohio – 19. Januar 1967 in Woodland Hills, Los Angeles, Kalifornien) war eine US-amerikanische Schauspielerin, Regisseurin und Drehbuchautorin. Sie war die Schwester der Schauspielerin Mina Cunard.

## Leben
Sie wirkte in rund 170 Filmen als Schauspielerin mit. Des Weiteren führte sie in 17 Filmen Regie und schrieb 100 Drehbücher. Bei vier Filmen war sie Produzentin. Sie starb im Alter von 73 Jahren.

## Filmografie (Auswahl)

### Schauspielerin
- 1914: A Study in Scarlet (Kurzfilm)
- 1927: Der Überfall in der Silberschlucht (The Denver Dude)
- 1929: Untamed
- 1943: The North Star
- 1944: So ein Papa (Casanova Brown)
- 1945: The Great Stagecoach Robbery
- 1945: Easy to Look At
- 1945: Behind City Lights
- 1945: Girls of the Big House
- 1946: Die wunderbare Puppe (Magnificent Doll)

### Produzentin
- 1916: Her Better Self (Kurzfilm)
- 1916: The Bandit’s Wager (Kurzfilm)
- 1916: The Purple Mask
- 1918: Hell’s Crater